# Aethomys nyikae
Aethomys nyikae — вид мишоподібних гризунів родини мишеві (Muridae). Вид поширений у Центральній Африці в таких країнах як Ангола, Демократична Республіка Конго, Малаві, Замбія. Мешкає у тропічних та субтропічних вологих лісах. Тіло сягає 148—196 мм завдовжки, хвіст — 124—151 мм.